# Слатина (Подујево)
Слатина или Лапска Слатина (алб. Sllatinë) је насеље у општини Подујево на Косову и Метохији. Атар насеља се налази на територији катастарске општине Слатина површине 1213 ha. Лапска Слатина је данас албанско село. По турском земљишном попису из 1455. године у Слатини је било 18 српских кућа. У селу се налазио и манастир Св. Николе са једним калуђером. Почетком друге половине 19. века село је имало своју парохију а, заједно са још два оближња села, служило се црквом Св. Петра све до 1878. године. На месту ове цркве данас је црквиште. Први Албанци почели су да се досељавају 1800. године, али је највећи број дошао после 1878. године.

## Демографија
Насеље има албанску етничку већину.
Број становника на пописима:
- попис становништва 1948. године: 364
- попис становништва 1953. године: 417
- попис становништва 1961. године: 472
- попис становништва 1971. године: 573
- попис становништва 1981. године: 404
- попис становништва 1991. године: 246